# Усија
Усија (рус. Усия) река је у европском делу Русије која протиче преко територије Јељњанског рејона Смоленске области и лева је притока реке Угре (део басена река Ока и Волга и Каспијског језера). 
Река Усија свој ток почиње у северном делу Јељњанског рејона, код засеока Лопатино. У горњем делу тока тече у смеру југа, а потом скреће ка истоку. Улива се након 38 km тока у реку Угру као њена лева притока на 363 km њеног тока. 
Површина сливног подручја је 183 km².